# Lonigo
Lonigo est une commune de la province de Vicence dans la région Vénétie en Italie.

## Histoire
Du Congrès de Vienne (1815) jusqu'en 1866, la ville de Lonigo faisait partie du royaume lombardo-vénitien, appartenant à la couronne autrichienne, et dépendait du gouvernement de Vénétie.

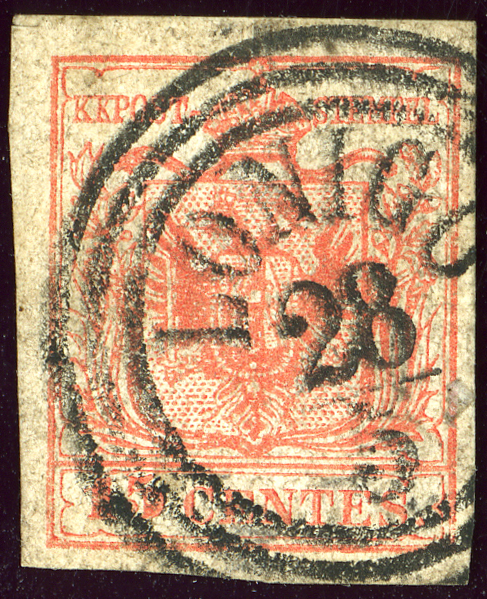
Timbre du Royaume lombardo-vénitien de 1854, 15 centesimi oblitéré à LONIGO

## Économie

### Élevage
La millefleurs de Lonigo, ou millefleurs vénète, est une race de poule originaire de Lonigo et de ses environs. 

## Administration
| Période                                  | Période  | Identité          | Étiquette     | Qualité |
| ---------------------------------------- | -------- | ----------------- | ------------- | ------- |
| 30 mai 2006                              | En cours | Silvano Marchetto | Centro-Destra |         |
| Les données manquantes sont à compléter. |          |                   |               |         |

### Hameaux
Almisano, Bagnolo, Lobia Vicentina, Madonna, Monticello

### Communes limitrophes
Alonte, Arcole, Cologna Veneta, Gambellara, Grancona, Montebello Vicentino, Orgiano, San Bonifacio, San Germano dei Berici, Sarego, Zimella

## Personnalités liées à la commune
- Nicolas Léonicène (1428-1524), médecin et humaniste
- Carlo Ridolfi (1602-1660), peintre et écrivain italien.
- Fabio Baldato (1968-) : coureur et dirigeant cycliste italien.
- Giuseppe Becce